# Smittia
Smittia is een muggengeslacht uit de familie van de Dansmuggen (Chironomidae).

## Soorten
- S. abiskoensis Goetghebuer, 1940
- S. abruzzae Rossaro & Lencioni, 2000
- S. akanduodecima Sasa & Kamimura, 1987
- S. alpicola Goetghebuer, 1941
- S. alpilonga Rossaro & Lencioni, 2000
- S. amoena Caspers, 1988
- S. antelobata Albu, 1970
- S. arctica Malloch, 1923
- S. aterrima (Meigen, 1818)
- S. betuletorum Edwards, 1941
- S. brevipennis (Boheman, 1856)
- S. celtica Rossaro & Delettre, 1992
- S. contingens (Walker, 1856)
- S. crassicollis (Walker, 1848)
- S. duplicata Strenzke, 1951
- S. edwardsi Goetghebuer, 1932
- S. extrema (Holmgren, 1869)
- S. extremus (Holmgren, 1869)
- S. flavibasis (Malloch, 1915)
- S. flexinervis (Kieffer, 1911)
- S. foliosa (Kieffer, 1921)
- S. fulvipluma (Kieffer, 1926)
- S. insignis Brundin, 1947
- S. lasiophthalma (Malloch, 1915)
- S. lasiophthalmus (Malloch, 1915)
- S. lasiops (Malloch, 1915)
- S. leucopogon (Meigen, 1804)
- S. longitibia Goetghebuer, 1933
- S. macrura Goetghebuer, 1932

- S. nudipennis (Goetghebuer, 1913)
- S. paranudipennis Brundin, 1947
- S. parvus (Lundbeck, 1898)
- S. polaris (Kieffer, 1926)
- S. polymorpha Andersen, 1937
- S. pratorum (Goetghebuer, 1927)
- S. reissi Rossaro & Orendt, 2001
- S. roena Roback, 1957
- S. rostrata Goetghebuer, 1962
- S. rupicola (Kieffer, 1923)
- S. scutellosetosa Caspers, 1988
- S. seiryuwexea Sasa, Suzuki & Sakai, 1998
- S. stercoraria Rossaro & Lencioni, 2000
- S. subnudipennis Goetghebuer, 1933
- S. superata Goetghebuer, 1939
- S. terrestris (Thienemann & Strenzke, 1941)
- S. thalassicola Goetghebuer, 1943
- S. velutinus (Lundbeck, 1898)
- S. vesparum Goetghebuer, 1921